# Simone Facey
Simone Facey, jamajška atletinja, * 7. maj 1985, Manchester, Jamajka.
Nastopila je na olimpijskih igrah leta 2016 ter osvojila srebrno medaljo v štafeti 4×100 m. Na svetovnih prvenstvih je v isti disciplini osvojila naslov prvakinje leta 2009 ter srebrno in bronasto medaljo, na panameriških igrah pa srebrno in bronasto medaljo v teku na 200 m ter bronasto medaljo v štafeti 4x100 m.